# 양절로
양절로(兩浙路)는 송나라의 로 중의 하나로 지금의 난징시 동쪽, 장강 이남 장쑤성과 저장성 일대를 관할했다. 남송대에 양절동로와 양절서로로 분리되었다.

## 양절서로지역

### 임안부(臨安府)
군명은 여항군으로 994년(송 태종 순화 5년)영해군절도(寗海軍節度)로 고쳤다. 1107년(송 휘종 대관 원년)사부(師府)로 승격되었다. 양절서로병마검할의 관할지로 있었으나 1127년(송 고종 건염 원년)양절서로안무사가 항주, 호주, 엄주, 수주의 4주를 관할하게 했다. 1129년(송 고종 건염 3년) 수도로 선정됨과 동시에 항주에서 임안부(臨安府)로 승격되었다. 1135년(송 고종 소흥 5년), 병마검할이 서로안무사를 겸하게 했다. 숭녕연간에는 203,574호 296,615명을 거느렸다. 릉, 등나무로 만든 종이를 공납으로 바쳤다. 9현을 두었다.
| 현명   | 한자   | 대략적 위치              | 현급 | 비고 |
| ------ | ------ | ------------------------ | ---- | --- |
| 전당현 | 錢唐縣 | 항저우시                 | 望   | 염감이 있다. |
| 인화현 | 仁和縣 | 항저우시                 | 望   | 양나라의 전강현(錢江縣)이었으나 979년(송 태종 태평흥국 4년) 지금의 이름으로 고쳤다. 소흥연간에 전당현과 함께 적급(赤)으로 현급이 조정되었다.                                                                               |
| 여항현 | 余杭縣 | 항저우 시 위항 구        | 望   | |
| 임안현 | 臨安縣 | 항저우 시 린안 구        | 望   | 양전유가 의금군(衣錦軍)으로 고쳤다가 979년 순화군(順化軍)으로 고쳤고 임안현으로 복구했다. 980년(송 태종 태평흥국 5년)군을 폐지했다. 정강의 변이후 1129년 본현의 이름을 따 항주가 임안부로 승격되었고 남송의 수도가 되었다. |
| 부양현 | 富陽縣 | 항저우 시 푸양 구        | 緊   | |
| 어잠현 | 於潛縣 | 항저우 시 린안 구 어잠진 | 緊   | |
| 신성현 | 新城縣 | 항저우 시 푸양 구 신등진 | 上   | 양나라가 신등현(新登縣)으로 개명했으나 979년 신성현으로 복구했다. 994년남신장(南新場)을 현으로 승격시켰으나 1072년(송 신종 희녕 5년) 남신현을 진으로 격하해 신성현으로 재통합했다.                                         |
| 염관현 | 鹽官縣 | 자싱 시 하이닝 시 사교진 | 上   | |
| 창화현 | 昌化縣 | 항저우 시 린안 구 창화진 | 中   | 979년 당산현(唐山縣)에서 지금의 이름으로 복구했다. 자계염장(紫溪鹽場)이 있다. |

### 평강부
망급부로 군명은 오군이다. 978년(송 태종 태평흥국 3년), 평강군절도(平江軍節度)로 고쳤다. 1113년(송 휘종 정화 3년) 소주(蘇州)에서 평강부(平江府)로 승격되었다. 숭녕연간에는 152,821호 448,312명을 거느렸다. 칡, 사상자(蛇床子), 백석지(白石脂), 꽃이 그려진 자리를 공납으로 바쳤다. 6현을 두었다.
| 현명   | 한자   | 대략적 위치       | 현급 | 비고                                                 |
| ------ | ------ | ----------------- | ---- | ---------------------------------------------------- |
| 오현   | 吳縣   | 쑤저우 시         | 望   |                                                      |
| 장주현 | 長洲縣 | 쑤저우 시         | 望   |                                                      |
| 곤산현 | 昆山縣 | 쑤저우 시 쿤산 시 | 望   |                                                      |
| 상숙현 | 常熟縣 | 쑤저우 시 창수 시 | 望   |                                                      |
| 오강현 | 吳江縣 | 쑤저우 시 우장 구 | 緊   |                                                      |
| 가정현 | 嘉定縣 | 상하이 시 자딩 구 | 上   | 1222년(송 영종 가정 15년) 곤산현에서 분리신설되었다. |

### 진강부
망급부로 군명은 단양군이며 진강군절도(鎭江軍節度)가 파견되었다. 975년(송 태조 개보 8년) 진강군절도로 고쳤고 1113년 윤주(潤州)에서 진강부로 승격되었다. 1129년(송 고종 건염 3년) 수(帥)가 파견되었다. 1130년(송 고종 건염 4년)대사에게 연강안무(沿江安撫)의 직을 겸하게 했고 절강안무는 임안으로 옮겨졌다. 숭녕연간에는 63,657호 164,566명을 거느렸다. 황제를 위한 질좋은 비단, 견수자, 은제품이 생산되었으며 몽계필담의 저자 심괄이 살았다. 3현을 두었다.
| 현명   | 한자   | 대략적 위치       | 현급 | 비고                                                        |
| ------ | ------ | ----------------- | ---- | ----------------------------------------------------------- |
| 단도현 | 丹徒縣 | 전장 시           | 緊   | 천산채(圌山砦)가 있다.                                      |
| 단양현 | 丹陽縣 | 전장 시 단양 시   | 緊   | 1072년(송 신종 희녕 5년) 연릉현을 진으로 격하해 통폐합했다. |
| 금단현 | 金壇縣 | 창저우 시 진탄 시 | 緊   |                                                             |

### 호주
상급주로 군명은 오흥군이다. 1034년(송 인종 경우 원년) 소경군절도(昭慶軍節度)가 파견되었다. 1225년(송 이종 보경 원년) 안길주(安吉州)로 개명되었다. 숭녕연간에는 162,335호 261,698명을 거느렸다. 백령, 칠기를 공납으로 바쳤다. 6현을 두었다.
| 현명   | 한자   | 대략적 위치                                | 현급 | 비고                                                   |
| ------ | ------ | ------------------------------------------ | ---- | ------------------------------------------------------ |
| 오정현 | 烏程縣 | 후저우 시                                  | 望   |                                                        |
| 귀안현 | 歸安縣 | 후저우 시                                  | 望   | 982년(송 태종 태평흥국 7년) 오정현에서 분리신설되었다. |
| 안길현 | 安吉縣 | 후저우 시 안지 현 진가장일대               | 望   |                                                        |
| 장흥현 | 長興縣 | 후저우 시 창싱 현                          | 望   |                                                        |
| 덕청현 | 德淸縣 | 후저우 시 더칭 현                          | 緊   |                                                        |
| 무강현 | 武康縣 | 후저우 시 더칭 현 대하구(對河口)저수지일대 | 上   | 978년 항주에서 본주로 내속되었다.                      |

### 상주
망급주로 군명은 비릉군이다. 군사가 파견되었다. 숭녕연간에는 165,116호 246,909명을 거느렸다. 백령, 사(紗), 자리를 공납으로 바쳤다. 4현을 두었다.
| 현명   | 한자   | 대략적 위치     | 현급 | 비고                                                |
| ------ | ------ | --------------- | ---- | --------------------------------------------------- |
| 진릉현 | 晉陵縣 | 창저우 시       | 望   |                                                     |
| 무진현 | 武進縣 | 창저우 시       | 望   |                                                     |
| 의흥현 | 宜興縣 | 우시 시 이싱 시 | 望   | 태평흥국 초에 당나라 의흥현(義興縣)에서 개명되었다. |
| 무석현 | 無錫縣 | 우시 시         | 望   |                                                     |

### 강음군
하급주와 급이 같다. 1071년(송 신종 희녕 4년) 강음군을 현으로 격하해 상주로 이관시켰다. 건염초 강음현을 군으로 복구했다가 1157년(송 고종 소흥 27년)폐지되었다가 1161년(송 고종 소흥 31년) 복구했다. 하급현인 강음현(江陰縣)하나를 두었다.

### 구주
상급주로 군명은 신안군이며 군사가 파견되었다. 숭녕연간에는 107,903호 288,858명을 거느렸다. 면, 등나무로 만든 종이를 공납으로 바쳤다. 5현을 두었으며1253년 송나라 조정과 함께 월남한 공자의 후손중 공단우휘하의 공씨가문 인사들이 본주에 정착해 취저우 문묘를 만들었으며 이들이 훗날 공자의 후손가문중 일부인 남종가문이 되었다.
| 현명   | 한자   | 대략적 위치       | 현급 | 비고 |
| ------ | ------ | ----------------- | ---- | --- |
| 서안현 | 西安縣 | 취저우 시         | 望   | 1253년 구주공묘가 세워졌다.                                                                               |
| 예현현 | 禮賢縣 | 취저우 시 장산 시 | 緊   | 남송대에 강산현(江山縣)에서 개명했다.                                                                     |
| 용유현 | 龍遊縣 | 취저우 시 룽유 현 | 上   | 1121년(송 휘종 선화 3년) 용구현(龍丘縣)에서 영천현(盈川縣)으로 개명했다가 소흥초에 지금이름으로 개명했다. |
| 신안현 | 信安縣 | 취저우 시 창산 현 | 中   | 1267년 상산현(常山縣)에서 지금의 이름으로 개명되었다.                                                     |

### 건덕부
목주(睦州)에는 군사가 파견되었다. 1119년 목주에 건덕군절도가 추가되었다. 1121년, 주명을 엄주(嚴州)로 고쳐 수안군(遂安軍)의 군액을 받았다. 1265년 엄주에서 건덕부(建德府)로 승격되었다. 숭녕연간에는 82,341호 107,521명을 거느렸다. 백령, 대나무로 만든 자리를 공납으로 바쳤다. 6현을 두었다.
| 현명   | 한자   | 대략적 위치                                       | 현급 | 비고                                                                                                |
| ------ | ------ | ------------------------------------------------- | ---- | --------------------------------------------------------------------------------------------------- |
| 건덕현 | 建德縣 | 항저우 시 젠더 시 매성진                          | 望   | |
| 순안현 | 淳安縣 | 항저우 시 춘안 현 서. 지금은 수몰되었다.          | 望   | 청계현(靑溪縣)이었는데, 인화초에 순화(淳化縣)으로 개명되었다가 남송대에 지금의 이름으로 개명되었다. |
| 동려현 | 桐廬縣 | 항저우 시 퉁루 현                                 | 上   | 978년 항주에서 내속되었다.                                                                          |
| 분수현 | 分水縣 | 항저우 시 퉁루 현 분수진                          | 中   | |
| 수안현 | 遂安縣 | 항저우 시 춘안 현 강가진 동쪽. 지금은 수몰되었다. | 中   | |
| 수창현 | 壽昌縣 | 항저우 시 젠더 시 수창진                          | 中   | |

### 가흥부
1117년 가화군(嘉禾郡)이라는 군명을 받았다. 1195년(송 영종 경원 원년), 효종의 생가에 기인하여 수주(秀州)에서 가흥부(嘉興府)로 승격되었다. 1208년(송 영종 가정 원년), 기존의 군사가 아닌 가흥군절도(嘉興軍節度)가 파견되었다. 숭녕연간에는 122,813호 228,676명을 거느렸다. 4현을 두었다.
| 현명   | 한자   | 대략적 위치                | 현급 | 비고                                                 |
| ------ | ------ | -------------------------- | ---- | ---------------------------------------------------- |
| 가흥현 | 嘉興縣 | 자싱 시                    | 望   |                                                      |
| 화정현 | 華亭縣 | 상하이 시 쑹장 구          | 緊   |                                                      |
| 해염현 | 海鹽縣 | 자싱 시 하이옌 현          | 上   | 염감, 사요염장(沙腰鹽場), 노력염장(蘆瀝鹽場)이 있다. |
| 숭덕현 | 崇德縣 | 자싱 시 둥샹 구 숭복진일대 | 中   |                                                      |

## 양절동로지역

### 소흥부(紹興府)
월주(越州) 대도독부로 군명은 회계군이다. 진동군절도(鎭東軍節度)가 파견되었다. 1107년(송 휘종 대관 원년) 사부(師府)로 승격되었다. 양절동로 병마검할의 통치를 받았었으나 1131년(송 고종 소흥 원년), 당대의 연호에서 이름을 따 월주에서 소흥부로 승격되었다. 숭녕연간에는 279,306호 367,390명을 거느렸다. 종이, 경용사(輕庸紗), 월릉(越綾)을 공납으로 바쳤고 8현을 두었다.
| 현명   | 한자   | 대략적 위치                  | 현급 | 비고 |
| ------ | ------ | ---------------------------- | ---- | --- |
| 회계현 | 會稽縣 | 사오싱 시                    | 望   | |
| 산음현 | 山陰縣 | 사오싱 시                    | 望   | |
| 승현   | 嵊縣   | 사오싱 시 성저우 시          | 望   | 1121년(송 휘종 선화 3년) 섬현(剡縣)에서 지금의 이름으로 개명되었다.                                                            |
| 제기현 | 諸暨縣 | 사오싱 시 주지 시            | 望   | 용천일은갱(龍泉一坑)이 있다.                                                                                                   |
| 여요현 | 余姚縣 | 닝보시 위야오 시 봉산가도    | 望   | |
| 상우현 | 上虞縣 | 사오싱 시 상위 구 풍혜진일대 | 望   | |
| 소산현 | 蕭山縣 | 항저우시 샤오산 구           | 緊   | |
| 신창현 | 新昌縣 | 사오싱 시 신창 현            | 緊   | 1172년(송 효종 건도 8년) 풍교진(楓橋鎮, 주지 시 풍교진)이 의안현(義安縣)으로 분리되었으나 1174년(송 효종 순희 원년)폐지되었다. |

### 무주
상급주로 군명은 동양군이다. 990년(송 태종 순화 원년), 보녕군절도(保寧軍節度)로 고쳐졌다. 숭녕연간에는 134,080호 261,678명을 거느렸다. 등나무로 만든 종이와 솜을 공납으로 바쳤다. 7현을 두었다.
| 현명   | 한자   | 대략적 위치     | 현급 | 비고 |
| ------ | ------ | --------------- | ---- | ---- |
| 금화현 | 金華縣 | 진화 시         | 望   |      |
| 의오현 | 義烏縣 | 진화 시 이우 시 | 望   |      |
| 영강현 | 永康縣 | 진화 시 융캉 시 | 緊   |      |
| 무의현 | 武義縣 | 진화 시 우이 현 | 上   |      |
| 포강현 | 浦江縣 | 진화 시 푸장 현 | 上   |      |
| 난계현 | 蘭溪縣 | 진화 시 란시 시 | 望   |      |
| 동양현 | 東陽縣 | 진화 시 둥양 시 | 望   |      |

### 경원부(慶元府)
군명은 봉화군으로 960년(송 태조 건륭 원년) 봉국군절도(奉國軍節度)가 추가되었다. 1107년 망급주로 승격된 상주(上州)에는 연해제치사(沿海制置使)가 설치되었다. 1114년 절동안무사절제사(浙東安撫使)가 제사(制司)를 겸했지만 1117년 원래대로 복귀했다. 1163년(송 효종 융흥 원년) 복구되었다. 1174년 위혜헌왕(魏惠憲王)이 본주에 자선을 베풀었던 것을 기인하여 장사(長史), 사마(司馬)가 파견되었다. 1194년(송 광종 소희 5년), 송 영종의 잠저에 기인하여 명주(明州)에서 경원부로 승격되었다. 고려, 송나라간의 주요한 민간교류 거점으로 있었다. 숭녕연간에는 116,140호 221,007명을 거느렸다. 릉, 고려에서 수입한 한산모시, 오징어골을 공납으로 바쳤다. 6현을 두었다.
| 현명   | 한자   | 대략적 위치          | 현급 | 비고                                                                                  |
| ------ | ------ | -------------------- | ---- | ------------------------------------------------------------------------------------- |
| 은현   | 鄞縣   | 닝보 시              | 望   |                                                                                       |
| 봉화현 | 奉化縣 | 닝보 시 펑화 시      | 望   |                                                                                       |
| 자계현 | 慈溪縣 | 닝보 시 츠시 시 동남 | 上   |                                                                                       |
| 정해현 | 定海縣 | 닝보 시 전하이 구    | 上   |                                                                                       |
| 상산현 | 象山縣 | 닝보 시 샹산 현      | 下   |                                                                                       |
| 창국현 | 昌國縣 | 저우산 시 딩하이 구  | 下   | 1073년 은현에서 분리신설했다. 염감이 있었는데, 소흥연간에 현급이 망급으로 격상되었다. |

### 이안부
군명은 영가군으로 978년 군사주로 강등되었다. 1117년, 응도군절도(應道軍節度)가 파견되었다. 1129년(송 고종 건염 3년)군액이 폐지되었다. 1265년(송 도종 함순 원년)도종의 잠저에 기인하여 온주에서 이안부(里安府)로 승격되었다. 숭녕연간에는 119,640호 262,710명을 거느렸다. 상어가죽과 견강지(蠲糨紙)를 공납으로 바쳤다. 4현을 두었다.
| 현명   | 한자   | 대략적 위치       | 현급 | 비고                                                              |
| ------ | ------ | ----------------- | ---- | ----------------------------------------------------------------- |
| 영가현 | 永嘉縣 | 원저우 시         | 緊   | 지금의 룽완 구지역에 소금을 생산하는 영가염장(永嘉鹽場)이 있었다. |
| 평양현 | 平陽縣 | 원저우 시 핑양 현 | 望   | 서만향 남쪽에 천부염장(天富鹽場)이 있었다.                        |
| 이안현 | 里安縣 | 원저우 시 뤼안 시 | 緊   | 정전진 일대에 쌍수염장(雙穗鹽場)이 있었다.                        |
| 낙청현 | 樂淸縣 | 원저우 시 웨칭 시 | 上   | 당나라 낙성현(樂城縣)이었으나 양전유가 지금의 이름으로 고쳤다.    |

### 태주
상급주로 군명은 임해군이고 군사가 파견되었다. 숭녕연간에는 156,792호 351,955명을 거느렸다. 사향, 금가루를 섞은 옻, 상어가죽을 공납으로 바쳤다. 5현을 두었다.
| 현명   | 한자   | 대략적 위치           | 현급 | 비고 |
| ------ | ------ | --------------------- | ---- | --- |
| 임해현 | 臨海縣 | 타이저우 시 린하이 시 | 望   | |
| 황암현 | 黃岩縣 | 타이저우 시 황옌 구   | 望   | 우포염장(于浦鹽場), 두독염장(杜瀆鹽場)이 있었다.                                                          |
| 영해현 | 寧海縣 | 닝보 시 닝하이 현     | 緊   | |
| 천대현 | 天臺縣 | 타이저우 시 톈타이 현 | 上   | |
| 선거현 | 仙居縣 | 타이저우 시 셴쥐 현   | 上   | 당나라 낙안현이었으나 양전유가 영안현(永安縣)으로 고쳤다. 1007년(송 진종 경덕 4년)지금의 이름으로 고쳤다. |

### 처주
상급주로 군명은 진운군(縉雲郡)로 군사가 파견되었다. 숭녕연간에는 108,523호 160,536명을 거느렸다. 면과 황련(黃連)을 공납으로 바쳤다. 6현을 두었다.
| 현명   | 한자   | 대략적 위치              | 현급 | 비고 |
| ------ | ------ | ------------------------ | ---- | --- |
| 여수현 | 麗水縣 | 리수이 시 롄두 구 연성진 | 望   | |
| 용천현 | 龍泉縣 | 리수이 시 룽취안 시      | 望   | 예부터 도검제작으로 이름난 곳이었던 것에 기인하여 1121년, 검천현(劍川縣)으로 개명되었으나 1131년 용천현으로 복귀되었다. 고정일은장(高亭一銀場)이 있다. |
| 송양현 | 松陽縣 | 리수이 시 쑹양 현        | 上   | 양전유가 장송현(長松縣)으로, 전원관이 백룡현(白龍縣)으로 개명했다. 999년(송 진종 함평 2년) 여수현으로 복구했다.                                        |
| 수창현 | 遂昌縣 | 리수이 시 쑤이창 현      | 上   | 영풍은장(永豐銀場)이 있었다. |
| 진운현 | 縉雲縣 | 리수이 시 진윈 현        | 上   | |
| 청전현 | 靑田縣 | 리수이 시 칭톈 현        | 中   | |
| 경원현 | 慶元縣 | 리수이 시 칭위안 현      | 中   | 1197년(송 영종 경원 3년), 용천현 송원향(松源鄕)에서 분리신설되었고 당시의 연호인 경원에 기인하여 경원현으로 칭했다.                                    |